# Gammelfäbodtjärnen, Gästrikland
Gammelfäbodtjärnen är en sjö i Ockelbo kommun i Gästrikland och ingår i Testeboåns huvudavrinningsområde.